# San Fernando (cantão)
San Fernando é um cantão do Equador localizado na província de Azuay.
A capital do cantão é a cidade de San Fernando.